# Трифт (мост)

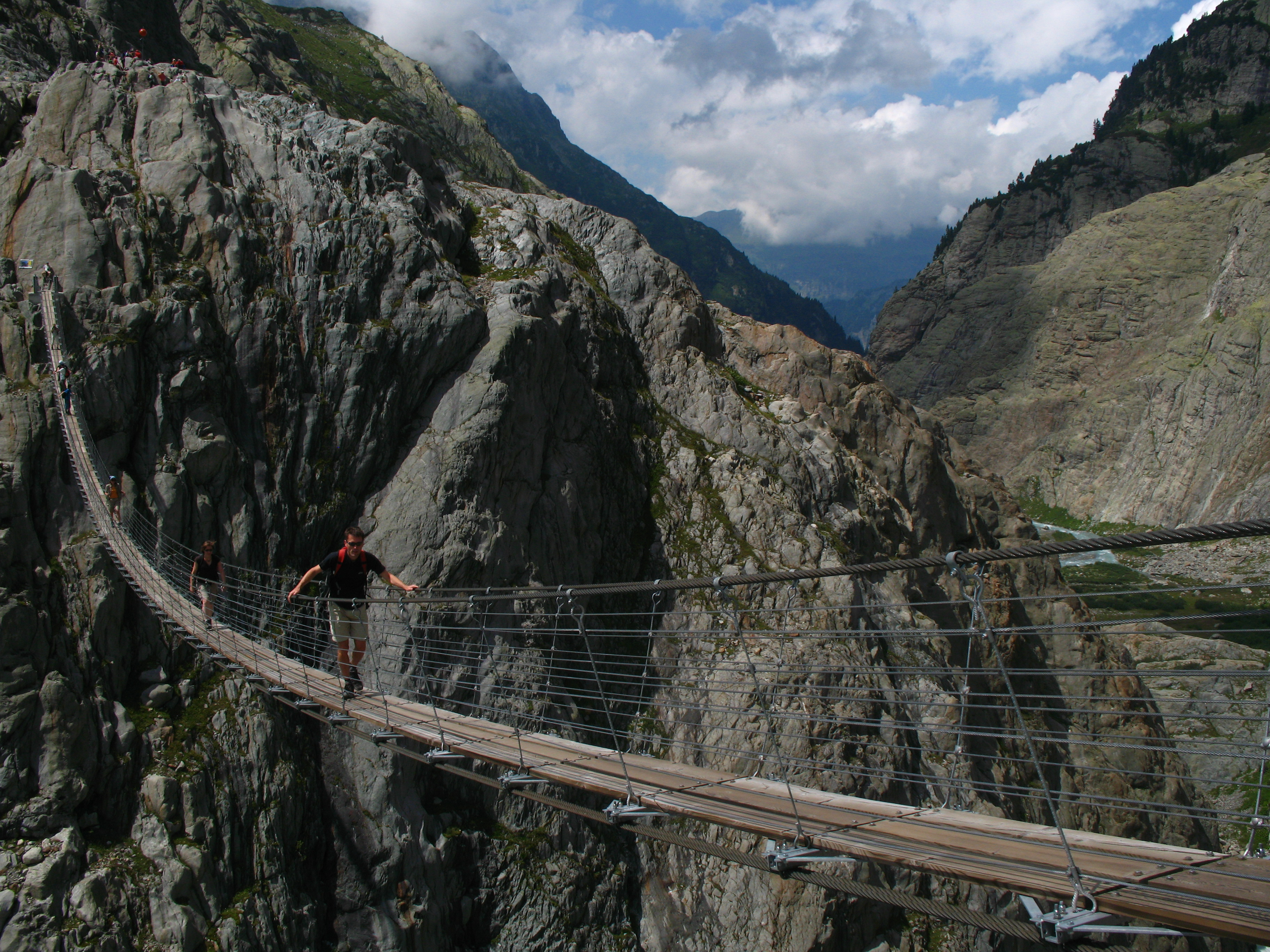
До модернизации

Трифт — самый длинный в Альпах висячий мост (длина 170 метров), проведён на высоте примерно 100 метров над озером Трифт, кантон Берн, Швейцария. Построен в 2004 году энергетической компанией для проведения электро- и гидромонтажных работ в окрестностях ледника Трифт. Летом 2009 года была проведена модернизация моста (в частности, была улучшена система стальных канатов). После шести недель ремонтных работ, 12 июня 2009 года, мост был открыт для свободного посещения.